# Antoine Raimbault
Antoine Raimbault est un réalisateur français.

## Biographie
Antoine Raimbault a travaillé comme monteur pendant plusieurs années. Réalisateur de quatre courts métrages dont Vos violences en 2014, dans lequel joue, notamment, Éric Dupond-Moretti, il se passionne pour les questions liées à la justice.
Son premier long métrage, Une intime conviction (2019), a été conçu à partir des éléments du second procès de Jacques Viguier qui s'est déroulé à Albi en mars 2010. Il prend explicitement le parti de l'innocence de l'accusé : « L’institution s’est acharnée sur Jacques Viguier sans parvenir à prouver quoi que ce soit », déclare-t-il dans une interview.

## Filmographie

### Courts métrages
- 2001 : 24/24 (coréalisateur : Bertrand Eluerd)
- 2003 : Good Dog
- 2014 : Vos violences
- 2017 : Garde la pêche

### Long métrage
- 2019 : Une intime conviction
- 2024 : Une affaire de principe